# Hermann Pfeiffer
Hermann Pfeiffer (ur. 24 lipca 1890 w Tengen w Badenii,  zm. 20 maja 1917 w Lessincourt) – as lotnictwa niemieckiego Luftstreitkräfte z 11 potwierdzonymi  zwycięstwami w I wojnie światowej.

## Informacje ogólne
Rozpoczął służbę 1 października 1913. Z wybuchem wojny służył w 114 Pułku Piechoty. W czerwcu 1915 został skierowany do szkoły lotniczej. Jako pierwszy przydział otrzymał jednostkę rozpoznawczą Feldflieger-Abteilung 10, w której służył do połowy lipca 1916. Następnie został przeniesiony do eskadry armijnej  3 Armii (AOK3). W jednostce począwszy od 6 sierpnia 1916 odniósł swoje pierwsze 4 zwycięstwa. Gdy  wkrótce jednostka została przeorganizowana i utworzono z niej eskadrę myśliwską pod dowództwem Kurta Studenta. Hermann Pfeiffer pozostał  w niej i do końca 1917 odniósł kolejne cztery zwycięstwa.
21 listopada 1916 został promowany na oficera. Zginął 20 maja 1917 roku, testując zdobyty francuski samolot Nieuport 17. 

## Odznaczenia
- Krzyż Żelazny I Klasy – 10 sierpnia 1916
- Krzyż Żelazny II Klasy – maj 1915